# Argentipallium
Argentipallium là một chi thực vật có hoa trong họ Cúc (Asteraceae).

## Loài
Chi Argentipallium gồm các loài: